# Brian Hooks
Brian Hooks (Bakersfield, 27 luglio 1973) è un attore statunitense.

## Filmografia parziale
- Pensieri spericolati (High School High) (1996)
- Incubo sull'autostrada (Runaway Car) (1997)
- Bulworth - Il senatore (Bulworth) (1998)
- Thursday - Giovedì (Thursday) (1998)
- Austin Powers - La spia che ci provava (Austin Powers: The Spy Who Shagged Me) (1999)
- Soul Plane - Pazzi in aeroplano (Soul Plane) (2004)
- Tutti pazzi per l'oro (Fool's Gold) (2008)

## Doppiatori italiani
Nelle versioni in italiano delle opere in cui ha recitato, Brian Hooks è stato doppiato da:
- Fabrizio Manfredi in Cold Case - Delitti irrisolti